# Elisabeth Jastrow
Elisabeth Anna Marie Jastrow (geboren 7. Oktober 1890 in Berlin; gestorben September 1981 in Greensboro, North Carolina) war eine deutsch-US-amerikanische Klassische Archäologin.

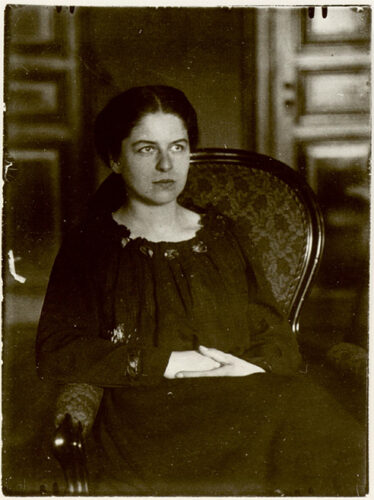
Elisabeth Jastrow
Foto aus dem Jahr 1918

## Leben
Elisabeth Jastrow stammte aus einer Familie assimilierter deutscher Juden. Ihr Vater war der Historiker und Sozialwissenschaftler Ignaz Jastrow. Durch ihren Vater wuchs sie in einer Welt voller Gelehrter und Künstler auf, ihre jüngere Schwester Beate Hahn verband später Pädagogik und Gartenbau. Elisabeth interessierte sich früh für die antike Welt und begann 1909 ein Studium der Klassischen Philologie, Archäologie, Kunstgeschichte und Philosophie an der Berliner Universität. Ihr wichtigster Lehrer war Georg Loeschcke, nach dessen Tod 1915 sie an die Universität Heidelberg wechselte. Dort wurde Friedrich von Duhn ihr Doktorvater. Titel der Dissertation aus dem Jahr 1916 war Tonaltäre aus den westgriechischen Kolonien. Zu dieser Zeit schloss sie sich auch einem Kreis von Archäologen an, dessen Zentrum Margarete Bieber war. Zudem gehörten beispielsweise Gerhart Rodenwaldt, Valentin Müller, Erwin Panofsky, Walter Amelung, und Bernhard Schweitzer dazu. Im Herbst 1916 wurde sie Assistentin am archäologischen Seminar der Universität Leipzig, vom Wintersemester 1919 bis zum Sommersemester 1922 an der Universität Gießen. Von 1922 bis 1924 arbeitete sie für das Deutsche Archäologische Institut in Athen, von 1925 bis 1929 in der Abteilung Rom. In Rom war sie an der Erstellung des Realkatalogs der Bibliothek beteiligt. Nach der Rückkehr nach Berlin arbeitete sie kurz für die Zentrale des Deutschen Archäologischen Instituts. Danach arbeitete sie bis zum Beginn des Jahres 1933 an der Universität Marburg. Von Marburg sollte sie nach Bonn, wo sie am Akademischen Kunstmuseum einen Katalog der Vasensammlung erstellen sollte, wechseln. Bevor sie ihren Dienst im Mai antreten konnte, trat das „Gesetz zur Wiederherstellung des Berufsbeamtentums“ in Kraft.
Nachdem ihr somit in Deutschland alle Möglichkeiten der wissenschaftlichen Betätigung versperrt waren, erhielt sie für das Jahr 1934/35 – als einzige Nicht-Amerikanerin – ein Stipendium der American Association of University Women, mit dessen Hilfe sie ihren Lebensmittelpunkt nach Italien verlegte und auch Reisen nach Griechenland und in die USA unternahm. Sie widmete sich in dieser Zeit weiter ihren Studien zur antiken Terrakotta. Nach Ablauf des Stipendiums konnte sie ihre Studien durch Unterstützung von Hetty Goldman fortsetzen. Nach dem Tod ihres Vaters im Mai 1937 kehrte sie wieder nach Deutschland zurück, um den Nachlass zu regeln. Danach wurde es problematisch für sie, Deutschland überhaupt wieder zu verlassen. Als es ihr gelang, ging sie zunächst in die Schweiz, im Oktober 1938 in die USA. Seit Juni 1939 war sie dort als Emigrantin anerkannt. Zwar fehlten ihr die ökonomischen Mittel für einen sicheren Neuanfang, doch konnte sie sich auf ein breites Netzwerk von Verbindungen stützen. Beispielsweise waren ihre Cousins Marcus, Morris und Joseph Jastrow schon länger als Akademiker in den USA tätig. Zum Kreis gehörten auch ihre Freundin Margarete Bieber und Frank William Taussig, ein Freund ihres Vaters. Zunächst ließ sie sich in der Region Boston nieder und nahm kleinere Arbeiten etwa als Deutschlehrerin, Museumsfotografin und Verkäuferin von Abgüssen an. Gemeinsam mit ihrer Schwester Lotte Beate Jastrow Hahn, die nach England emigriert war, versuchte sie ihre Mutter aus Deutschland zu retten, was schließlich im Oktober 1941 über die Station Kuba gelang. Anna Seligmann Jastrow lebte bis zu ihrem Tod im August 1943 bei ihrer Tochter.
Nachdem Jastrow seit 1939 eine dauerhafte Aufenthaltsgenehmigung hatte, konnte sie auch bessere Arbeiten annehmen. Zunächst wurde sie für ein Jahr Führerin und Mitarbeiterin am Museum of Fine Arts, Boston, seit 1941 lehrte sie am Women’s College der University of North Carolina in Greensboro. Schon im Herbst des Jahres wurde sie in den Rang einer Assistenz-Professorin am Department of Art befördert. Sie lehrte dort alle Epochen der Kunstgeschichte, was ihr als Archäologin nicht leichtfiel. Einerseits war sich Jastrow ihres Glückes bewusst, aus Deutschland entkommen zu sein, andererseits litt sie unter der Situation vor Ort, angefangen beim Wetter über den fehlenden Kontakt zur deutschen akademischen Welt, die schlechte Bibliothek bis hin zu den fehlenden Möglichkeiten zur eigenen Forschung. Die schlechte Bezahlung versuchte sie mit Deutsch- und Englischkursen auszugleichen. Wann immer ihr es möglich war, verließ sie die Enge Greensboros, um in New York, Boston und an anderen Orten zu forschen. Im Dezember 1944 wurde Jastrow US-Staatsbürgerin. 1961 ging sie in Pension. Danach widmete sich Jastrow wieder intensiver ihren archäologischen Studien. 1970 zog sie in ein Altenheim, wo sie 1981 starb.
Im Getty Research Institute in Los Angeles werden etwa 70 Bücher und Broschüren aus dem Nachlass von Elisabeth Jastrow aufbewahrt, dort befindet sich auch ihr umfangreicher Nachlass.

## Schriften
- Tonaltäre aus den westgriechischen Kolonien. Dissertation Heidelberg 1916 (ungedruckt; Kurzfassung in Archäologischer Anzeiger 1920, S. 102–104).
- Verzeichnis der Lichtbilder zur griechischen und römischen Kunst des Altertums (= Corpus imaginum 1). E. A. Seemann, Leipzig 1921.
- Bruchstück einer Lekythos. In: Mitteilungen des Deutschen Archäologischen Instituts, Athenische Abteilung 52, 1927, S. 225–229.
- Spätmykenische Scherbe in der Archäologischen Sammlung der Archäologischen Sammlung der Universität Heidelberg. In: Archäologischer Anzeiger 1927, S. 250–254.
- Relief-Tor in Capua, In: Archäologischer Anzeiger 1932, S. 21–38.
- Zur Darstellung griechischer Landschaft. In: Die Antike 8, 1932, S. 201–214.
- Abformung und Typenwandel in der antiken Tonplastik. In: Opuscula Archaeologica 2, 1941, S. 1–28.
- Two terracotta reliefs in American Musems. In: American Journal of Archaeology 50, 1946, S. 67–80.